# Stefan Zahradnik
Stefan Zahradnik (* 8. März 1969 in Frankfurt am Main) ist ein deutscher Wirtschaftswissenschaftler. Sein Arbeitsschwerpunkt ist Public Management.

## Leben
Nach dem Abitur an der Augustinerschule in Friedberg studierte er von 1989 bis 1993 Betriebswirtschaftslehre an der Johann Wolfgang Goethe-Universität in Frankfurt am Main. 1994/1995 schloss sich ein Studium der Wirtschaftspädagogik an, 1997 folgte die Promotion.
Nach Tätigkeiten in der Kreisverwaltung des Wetteraukreises und in der Oberhessische Versorgungsbetriebe AG sowie Lehraufträgen an der Verwaltungsfachhochschule Hessen wechselte Stefan Zahradnik 2004 als Professor für Öffentliche Betriebswirtschaft, insbesondere Management öffentlicher Dienstleistungen, an die Hochschule Nordhausen (2006–2009 Vizepräsident für Studium und Lehre, seit 2013 Dekan des Fachbereichs Wirtschafts- und Sozialwissenschaften). Seit Dezember 2022 ist er Vorsitzender des Thüringer Normenkontrollrats, ein Gremium, das die Thüringer Landesregierung bei Bürokratievermeidung, Bürokratieabbau und besserer Rechtsetzung berät. Stefan Zahradnik ist verheiratet, Familienvater und lebt in Nordhausen.

## Auszeichnungen
- Friedwart Bruckhaus-Förderpreis (1997/1998)
- Carl-Goerdeler-Preis (1997)

## Schriften (Auswahl)
- Das kommunale Rechnungswesen. Bestandsaufnahme und Reformbausteine, Düsseldorf: IDW-Verlag, 1997 (= Dissertation Frankfurt 1997), ISBN 3-8021-0753-5.
- Die Prüfung, Beratung und Offenlegung der Jahresabschlüsse von Eigenbetrieben in kritischer Analyse. In: Zeitschrift für öffentliche und gemeinwirtschaftliche Unternehmen – Journal for Public and Nonprofit Services, 26. Jg., 2003, S. 371–394.
- Schwächen der örtlichen Rechnungsprüfung in Hessen – Problemanalyse und Lösungsansätze. In: Der Gemeindehaushalt, 104. Jg., 2003, S. 270–277.
- Von der Kameralistik zur Doppik und der Nutzen für die Kommunalpolitik. In: Lars Martin Klieve (Hrsg.): Der doppische Haushalt. Neues kommunales Finanzmanagement, 4. Auflage, Recklinghausen, 2010, S. 9–38.
- Prozessmodell und Bewertungskriterien für öffentliche Verwaltungen. In: Verwaltung & Management, 17. Jg., 2011, S. 78–83.
- New Public Management und Thüringer Reisekostenrecht - Inkompatibilität und Deregulierungsbedarf am Beispiel der Hochschulen. In: Landes- und Kommunalverwaltung, 22. Jg., 2012, S. 97–101.
- Monetäre Bewertung der Bürokratielasten von Bürgerinnen und Bürgern. In: Verwaltung & Management, 18. Jg., 2012, S. 292–298.
- Zum (Nicht-)Ausweis von Kosten und Erlösen in Teilergebnisplänen und Teilergebnisrechnungen. In: Der Gemeindehaushalt, 114. Jg., 2013, S. 1–5.
- Die Bilanzierung von Urlaubsansprüchen von Professoren und deren Mehr- und Minderleistungen in der Lehre. In: Die Wirtschaftsprüfung, 68. Jg., 2015, S. 817–823.
- Public Management, Prozessmanagement und Deregulierung – Potenziale neben einer Funktional- und Gebietsreform in Thüringen. In: Hinz, Elmar (Hrsg.): Regieren in Kommunen. Herausforderungen besser bewältigen, Wiesbaden: Springer VS Verlag, 2017, S. 157–168.
- Personalstellen und -struktur städtischer Rechnungsprüfungsämter in Deutschland. In: Der Gemeindehaushalt, 119. Jg., 2018, S. 169–172.
- Red Tape: Redefinition and Reconceptualization Based on Production Theory. In: International Public Management Journal, 2022, DOI:10.1080/10967494.2022.2063462.
- Mikroökonomisches Produktionsmodell als wissenschaftlicher Bezugsrahmen für die Setzung vollzugstauglichen, adressatenfreundlichen und insgesamt effizienten Rechts. In: Beck, Joachim; Färber, Gisela; Pautsch, Arne; Stelkens, Ulrich (Hrsg.): Vollzugstaugliche Rechtsetzung. Herausforderungen und Perspektiven für Wissenschaft und Praxis, Baden-Baden: Nomos Verlagsgesellschaft, 2023, S. 159–180.
- Municipal Finance System in the Federal Republic of Germany Using the Example of Thuringia. In: Gonet, Wojciech; Suchodolski, Bartlomiej (Hrsg.): Local Government Finance and Taxation in Selected Countries, Siedlce: University of Siedlce, 2024, S. 9–22.
- Geschlechtergerechte Rechts- und Verwaltungssprache, Rotterdam: MBS, 2024.
- Mitautor: Kommunalverfassungsrecht Hessen. Hessische Gemeindeordnung (HGO) : Kommentar, Wiesbaden: Kommunal- und Schul-Verlag, Grundwerk 1999, ISBN 3-8293-0222-3.
- Mitautor: Kommunale Finanzwirtschaft im Freistaat Thüringen, Wiesbaden: Kommunal- und Schulverlag, 2011, ISBN 3-8293-0945-7.